# Тауматин
Тауматин (англ. Thaumatin) — низкокалорийный подсластитель и корректор вкуса из категории сладких белков. Этот белок обычно используется именно для коррекции вкуса, а не как заменитель сахара.
Тауматины были впервые открыты как смесь белков, выделенных из растения Thaumatococcus daniellii, которое растет в Западной Африке. Некоторые белки в семействе тауматинов примерно в 2000 раз более сладкие, чем сахар. Несмотря на то, что они обладают очень сладким вкусом, последний значительно отличается от вкуса сахара. Ощущение сладкого вкуса наступает очень медленно. Ощущения длятся долго, оставляя похожее на вкус лакрицы послевкусие. Белок тауматин хорошо растворим в воде, стабилен при нагревании, а также в кислой среде.

## Биологическое значение
Выработка тауматина в Thaumatococcus daniellii происходит в качестве защитной реакции растения в ответ на атаки вирусными патогенами. Некоторые представители семейства белков тауматинов демонстрируют значительное подавление роста гиф и образования спор различных грибов in vitro. Белок тауматин считается прототипом для белков, отвечающих за патогенный ответ. Эта область тауматина была найдена в различных видах, таких как рис или Caenorhabditis elegans.
Тауматины — белки, ответственные за патогенез, которые индуцируются различными агентами. Они также различаются по структуре и широко распространены в растениях: Они включают в себя тауматин, осмотин, большие и малые PR белки табака, ингибитор альфа-амилазы/трипсина и P21 и PWIR2 белки сои и листьев пшеницы. Белки вовлечены в систематически приобретенный стрессовый ответ в растениях, хотя их точная роль до сих пор не изучена. Тауматин очень сладкий на вкус белок (в молярном соотношении в более, чем в 100 000 раз более сладкий, чем сахароза), извлекаемый из западно-африканского растения Thaumatococcus daniellii: его концентрация снижается при поражении растения вирусами, которые содержат одноцепочечную некапсулированную молекулу РНК, которая не кодирует для белка. Белок тауматин I содержит единственную полипептидную цепочку, состоящую из 207 аминокислотных остатков.
Считается, что как другие PR-белки, тауматин имеет преимущественно бета-структуру, которая имеет множество бета-изгибов, и мало спиралей. Клетки табака, подвергаемые увеличению концентрации соли по градиенту, вырабатывают сильно увеличивающуюся устойчивость к соли, посредством экспрессии осмотина, который входит в семейство PR-белков. Пшеница, поражённая мучнистой росой ячменя (возбудитель: гриб Erysiphe graminis hordei), экспрессирует PR-белок PWIR2, который обеспечивает устойчивость против этой инфекции. Схожесть между этим PR-белком и другими PR-белками у ингибитора альфа-амилазы/трипсина кукурузы, позволило предположить, что PR-белки могут действовать, как своего рода ингибиторы.
Белки, похожие на тауматин, выделенные из плодов киви или яблок, оказывается минимально снижают свои аллергенные свойства при процессе пищеварения, но не при нагревании.

## Влияние на организм
Избыточное потребление свободного (добавленного) сахара связывают с развитием ряда хронических заболеваний: сердечно-сосудистых, ожирения, сахарного диабета 2 типа.
Всемирная организация здравоохранения рекомендует ограничивать потребление сахара в течение всей жизни. Суточная доля добавленного сахара в рационе не должна превышать 10% от общей калорийности: это примерно 50 грамм в день. Для благотворного эффекта на организм потребление сахара необходимо дополнительно снизить до 5% от суточной калорийности рациона. 
Сладкие белки используются в пищевой индустрии как безопасная альтернатива сахару и синтетическим подсластителям. Они многократно (в несколько тысяч раз) слаще сахарозы, при этом отличаются низкой калорийностью (то есть, не провоцируют ожирение) и не влияют на выработку инсулина. Кроме того, в отличие от сахара, сладкие белки не оказывают вредного воздействия на зубы и ротовую полость.
Подсластители на белковой основе используются для изготовления диетических продуктов, показанных при диабете и ожирении.
Тауматин широко применяется как корректор вкуса и подсластитель благодаря своим физическим свойствам: этот белок растворим в воде, стабилен в кислой среде и хорошо переносит нагревание.

## Производство
В Западной Африке плоды катемфе выращивают и используют для улучшения вкуса еды и напитков в течение долгого времени. Семена из плодов растения заключены в мембранный мешок, или ариллус, который и является в данном случае источником тауматина. В 1970-х фирма «Tate and Lyle» начала извлекать тауматин из плодов. В 1990 году исследователи компании «Unilever» сообщили об извлечении и расшифровке генетической последовательности двух главных белков, найденных в тауматине, которые они назвали тауматин I и тауматин II. Эти исследования также показали экспрессию тауматина в генетически измененной бактерии.
Тауматин был одобрен как подсластитель в ЕС (E957), Израиле и Японии. В США он одобрен как безопасное вещество и корректор вкуса (FEMA GRAS 3732), но не как подсластитель.

## Кристаллизация тауматина
Так как тауматин кристаллизируется быстро и легко в присутствии тартрат-ионов, тауматин-тартратные смеси часто используются как системная модель для изучения кристаллизации белков. Примечательно, что растворимость тауматина, кристаллическая форма и механизм формирования кристалла зависят от хиральности используемого преципитанта (осаждающего реактива). При кристаллизации с L-тартратом, тауматин формирует бипирамидальные кристаллы и его растворимость увеличивается при нагревании; в то время как с D- и мезо-тартратами он формирует маленькие и призматические кристаллы и его растворимость уменьшается при нагревании. Это даёт основания предположить, что изменение хиральности осадительного реактива может играть важную роль в общей теории кристаллизации белков.